# Puente de Brooklyn–City Hall (línea de la Avenida Lexington)
Brooklyn Bridge–City Hall es una estación en la línea de la Avenida Lexington del Metro de la ciudad de Nueva York. Localizada en Park Row en el extremo de Manhattan del Puente de Brooklyn, y es servida por los trenes del servicio 4 y 6  (todo el tiempo),y por el tren del servicio 5 (todo el tiempo excepto en la madrugada).
Esta es la terminal para los trenes del servicio 6, en la cual gira en la intersección del Ayuntamiento. Justo al norte de la estación están algunos pasadizos elevados que permiten a los trenes cambiar entre las vías expresas y locales, en la cual permite que los trenes locales de la Avenida Lexington continúen al Sur vía las vías expresas si es necesario. (en vez de usar el asa del City Hall). Debido a la clausura de la estación de City Hall en 1945 y el Puente de Brooklyn–City Hall (en la que al principio sólo era el Puente de Brooklyn) se convirtió en la estación occidental del servicio local de la Avenida Lexington.

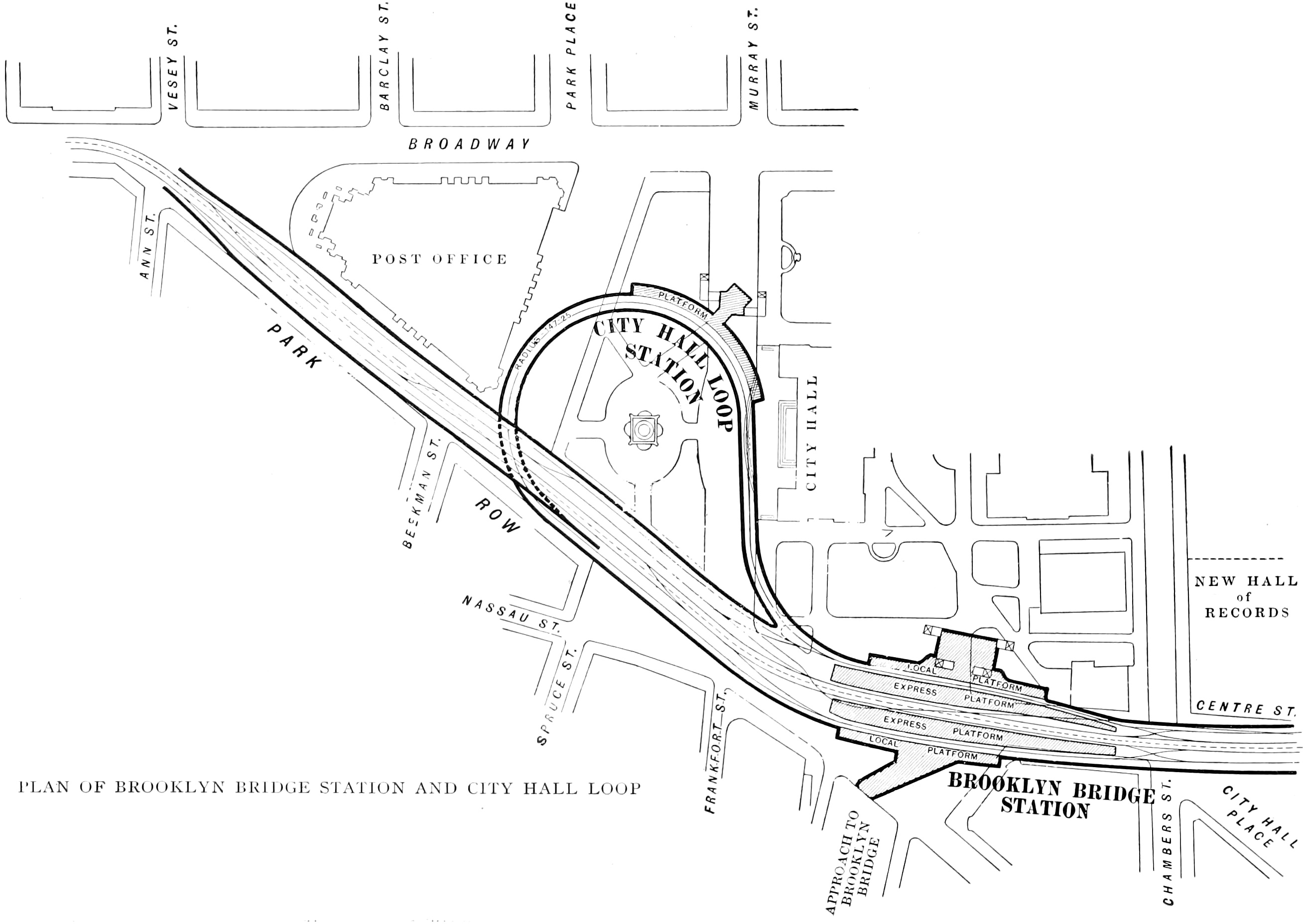
Plan de la estación.

## Conexiones de autobuses
- M1
- M6
- M15
- M22
- M103
- B51